# Alessandro Casolani

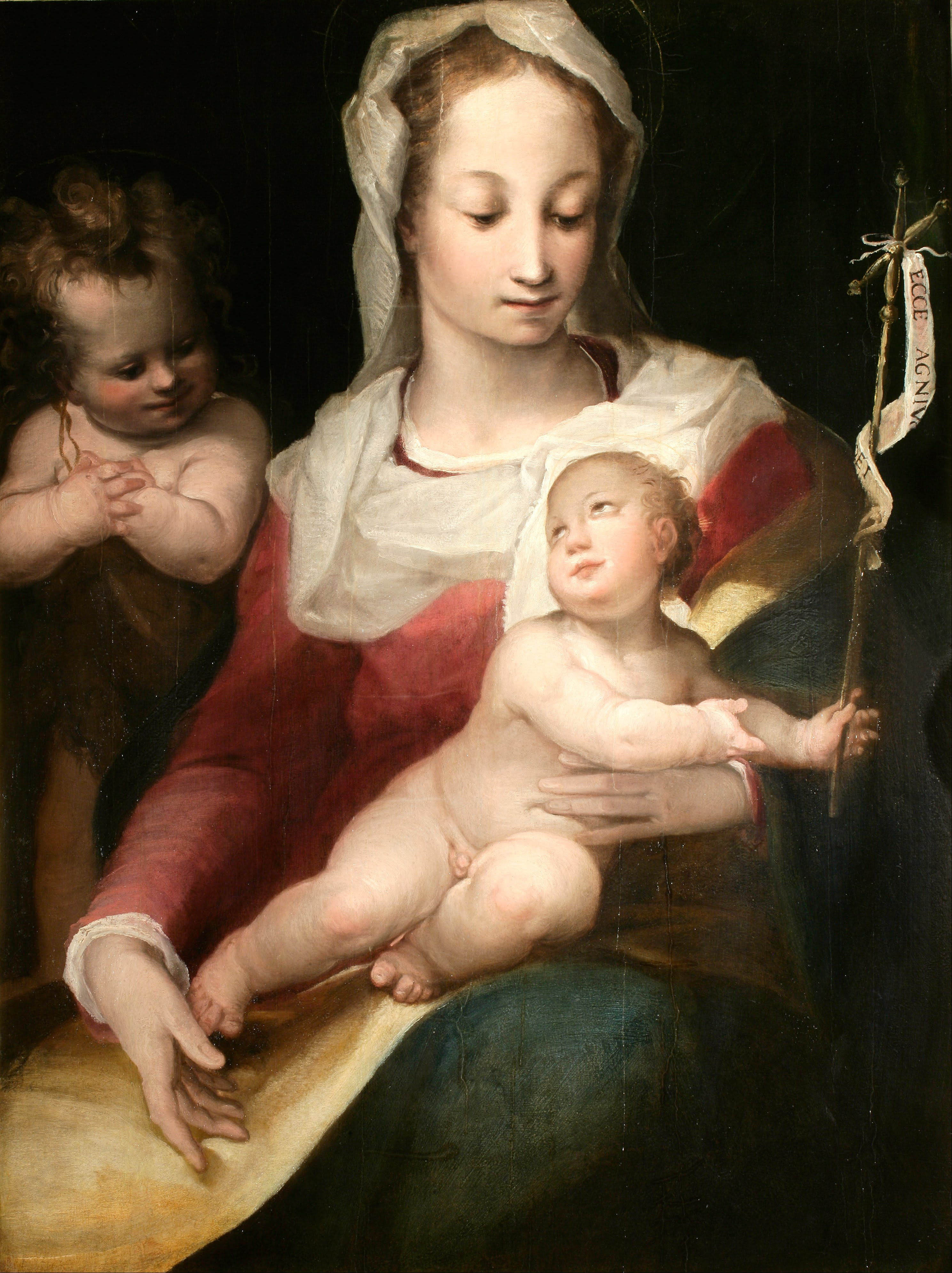
Alessandro Casolani, Madonna met Kind en de kleine Johannes de Doper.

Alessandro Casolani (Casole d'Elsa, 1552 – Siena, 1606), ook Alessandro della Torre genoemd, was een Italiaanse kunstschilder en tekenaar uit het maniërisme die voornamelijk actief was in Siena.

## Biografie
Alessandro Casolani werd geboren in het oude kasteel van Mensano in Casole d'Elsa in Toscane. Hij was een leerling van Arcangelo Salimbeni en studeerde samen met  Cristoforo Roncalli die in hetzelfde jaar geboren werd. Bij het begin van hun loopbaan zou Allessandro als assistent meegewerkt hebben met Cristoforo aan een aantal werken in Siena. In 1576 kreeg hij zijn eerste  opdracht voor het schilderen van een kapel in de dom van Siena. In 1578 ondernam hij een reis naar Rome samen met Roncalli, waar hij onder meer het werk bestudeerde van Perin del Vaga, die assistent bij Rafaël geweest was. Via Marco Pino werd hij sterk beïnvloed door de stijl van Domenico Beccafumi. in 1581 was hij terug in Siena waar hij een groot werk schilderde voor het Oratorio di Santa Caterina in Fontebranda en een altaarstuk met de Aanbidding van de herders voor de kerk van Santa Maria dei Servi.

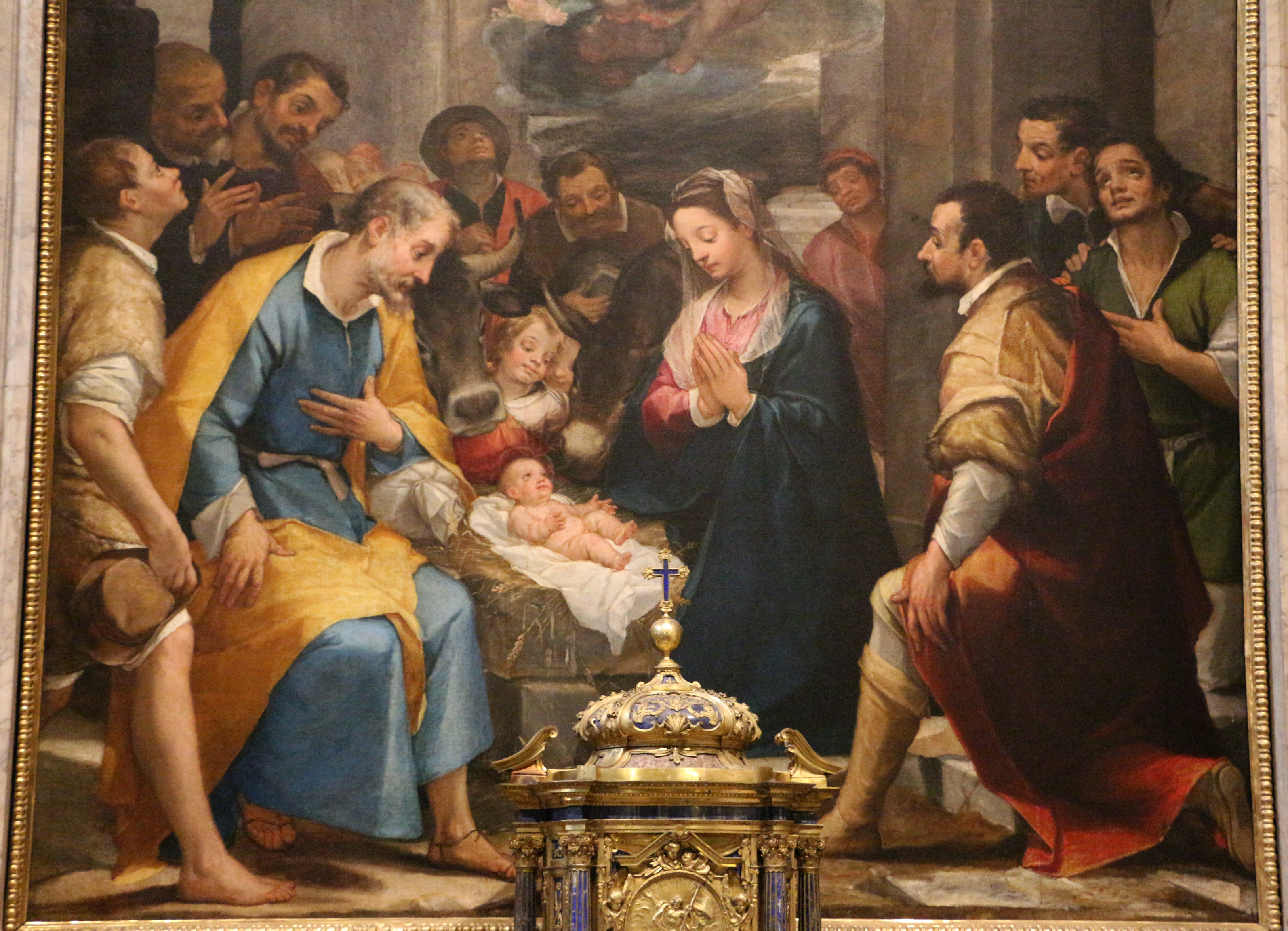
Alessandro Casolani, Aanbidding der herders, detail.

Hij trad in 1585 in het huwelijk met Aurelia Rustici, de dochter van de schilder Lorenzo Rustici en de zus van Vincenzo Rustici. Ze hadden veel kinderen.
Hij schilderde vooral religieuze werken, zowel altaarstukken als retabels, en schilderijen voor private opdrachtgevers. Daarnaast voerde hij grote opdrachten uit zoals de decoratie van de kapel van de Villa Bartalini in Monistero bij Siena. Tussen 1599 en 1600 werkte hij in Pavia voor kardinaal Federico Borromeo, aan de decoratie van de Sagrestia Nuova van de Certosa samen met Pietro Sorri. Hij onderhield ook nauwe contacten met Giovanni Battista Vanni en werkte samen met Ventura Salimbeni, de zoon van zijn leraar, aan de decoratie van het Oratorio van de Siënese Chiesa della Santissima Trinità met scènes van de Apocalyps en in de Chiesa dei Santi Quirico e Giulitta.
Van zijn werk als tekenaar werd heel weinig gepubliceerd. De meeste van zijn tekeningen werden geërfd door zijn zoon Ilario.
- Biblioteca Nacional de España: XX4950178
- Gemeinsame Normdatei: 123924855
- International Standard Name Identifier: 0000 0000 8343 1105
- KulturNav: 00a1e551-7271-4cc4-9177-0d75a3150a5c
- Library of Congress Control Number: nr91028773
- Nederlandse Thesaurus van Auteursnamen: 239319001
- RKD-Nederlands Instituut voor Kunstgeschiedenis: 15751
- Istituto Centrale per il Catalogo Unico: CFIV353496
- Système universitaire de documentation: 060982462
- Union List of Artist Names: 500031454
- Virtual International Authority File: 40299004
- WorldCat: E39PBJqKh8Tjp9kfy7FjBGGbVC